# Благотворително дружество „Бесвиня“
Благотворителното дружество „Бесвиня“ е неполитическа организация на македонски българи, бежанци от костурското село Бесвиня в Торонто, Канада.
Създадено е през 1916 година в Торонто под името Благотворително дружество „Два вървови“, като по-късно променя името си и продължава да съществува.